# Stephen O'Malley
Stephen O'Malley (a volte abbreviato in SOMA) (15 luglio 1974) è un musicista statunitense.
È un musicista, soprattutto un chitarrista, di Seattle, che ha fondato ed è stato membro di numerosi gruppi drone, doom metal, death/doom e sperimentali. Attualmente fa parte dei Sunn O))), KTL, Lotus Eaters e Ginnungagap.
È anche un graphic designer, ha ideato copertine di album e poster per gruppi come Earth, Emperor, Zyklon, Boris e Probot tanto per nominarne qualcuno. Ha creato poster serigrafati, occasionalmente, per gruppi come Melvins (un portfolio delle sue opere è disponibile sul suo sito web).
Ha pubblicato, a metà degli anni novanta, una fanzine black metal, chiamata Descent e collabora con l'etichetta Experimental/Neofolk/Black Metal "The Ajna Offensive".
Nonostante sia originario di Seattle, il suo sito web dichiara chiaramente che vive a Parigi.

## Collaborazioni
- Greg Anderson - Fondatore della Southern Lord Records e membro di Goatsnake, Sunn O))) e Burning Witch.
- Merzbow - Conosciuto come il "God of Noise" giapponese.
- James Plotkin - Chitarrista/produttore statunitense.
- Julian Cope - Musicista inglese di rock and roll.
- Joe Preston - Bassista, membro dei Thrones ed ex-membro di Earth, High on Fire e Melvins.
- Attila Csihar - Membro dei Mayhem ed ex-membro dei Aborym
- Lee Dorrian - Membro dei Cathedral ed ex-membro dei Napalm Death.
- Aaron Turner - Proprietario della Hydra Head Records, graphic designer e Membro dei Lotus Eaters e degli Isis
- Oren Ambarchi - Chitarrista sperimentale australiano.
- Peter Rehberg - Musicista di elettronica sperimentale conosciuto come PITA e mente delle etichette Mego ed Editions Mego.
- Malefic - Sole performer della black metal band californiana Xasthur.
- Wrest - Musicista Californiano. Attualmente membro di Twilight, Leviathan, e Lurker of Chalice.
- Z'EV - Percussionista che, oltre alle proprie produzioni e performance da solista, ha collaborato con Glenn Branca e Boyd Rice

## Discografia
Sunn O)))
- The Grimmrobe Demos (demo 1998, CD 2000, 2xPLP 2003, 2xLP 2004)
- ØØ Void (CD 2000, 2xLP 2003)
- Flight of the Behemoth (CD & 2xLP 2002)
- White1 (CD & 2xLP 2003)
- Veils It White (12" 2003)
- The Libations of Samhain (live CD 2003)
- Live Action Sampler (promotional mix 2xCD 2004)
- Live White (live 2xCD 2004)
- White2 (CD & 2xLP 2004)
- CroMonolithic Remixes for an Iron Age (12" 2004)
- Candlewolf of the Golden Chalice (12" 2005)
- Black One & Solstitium Fulminate (2xCD 2005)
- Black One (CD 2005, 2xLP 2006)
- AngelComa (Split LP 2006)
- La Mort Noir dans Esch/Alzette (CD 2006)
- WHITEbox (4xLP Box 2006)
- Altar (CD 2006)
- Oracle (12" 2007)

Khanate
- Khanate (CD & 12” 2001)
- Live WFMU 91.1 (CD 2002)
- No Joy (Remix) (12” 2003)
- Things Viral (CD & 12” 2003)
- Let Loose The Lambs (DVD 2004)
- KHNT vs. Stockholm (CD 2004)
- Live Aktion Sampler 2004 (CD 2004)
- Capture & Release (CD, 12” & Picture Disc 2005)
- Dead/Live Aktions (DVD 2005)
- It's Cold When Birds Fall from the Sky (CD 2005)

Burning Witch
- Demo 1996 (Cassette 1996)
- Rift.Canyon.Dreams (12” 1998)
- Towers... (12” 1998)
- Crippled Lucifer (CD 1998, Cassette 1999)
- Burning Witch/Goatsnake split (CD 2000)
- Burning Witch/Asva split (12” Picture Disc 2004)

Ginnungagap
- 1000% Downer (CD & 12” 2004)
- Return To Nothing (CD 2004)
- Remeindre (CD & 12" 2005)
- Crashed Like Wretched Moth (One Sided 12" 2006)

Lotus Eaters
- Alienist on a Pale Horse (CD & 12” 2001)
- Four Demonstrations (CD 2001)
- Mind Control for Infants (CD 2002)
- DR-55 (7" 2002)
- Wurmwulv (CD 2007)

KTL
- KTL (CD & LP 2006 on Aurora Borealis)
- KTL 2 (CD & LP 2007 on Thrill Jockey)
- KTL 3 (CD & LP 2007)
- Eine eiserne Faust in einem Samthandschuh CD (Editions Mego) - edizione limitata, 300 copie
- KTL - Live in Krems (LP uscito nel dicembre '07 per Editions Mego)

Stephen O'Malley & Attila Csihar
- 6°FSKYQUAKE CD (CD 2008)(Editions Mego) - edizione limitata, 500 copie

Æthenor
- Deep In Ocean Sunk The Lamp Of Light (CD 2007)

Grave Temple
- The Holy Down (CD 2007)

Fungal Hex
- Fungal Hex (CD 2001, 2x12" Picture Disc 2005)

Teeth of Lions Rule the Divine
- Rampton (CD 2002)

Thorr's Hammer
- Dommedagsnatt (Cassette 1996, CD 1998, CD Ristampa 2004, Picture Disc 2004)

Sarin
- Nihilist (Cassette 1996)